# Corvin-Wiersbitzki (Adelsgeschlecht)

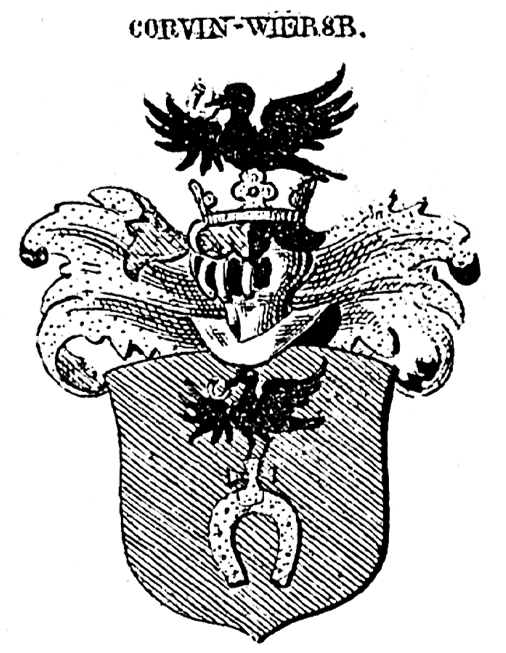
Wappen derer von Corvin-Wiersbitzki bei Johann Siebmacher

Corvin-Wiersbitzki, auch Corvin von Wiersbitzki, nur Corvin oder Wiersbitzki, in Varianten Wiersbitzky oder Wierzbicki, ist der Name eines polnisch-preußischen Adelsgeschlechts.
Das Geschlecht ist von mehreren gleichnamigen, Stamm- und Wappenverschiedenen Familien Wierzbicki zu unterscheiden.

## Geschichte
Der Familienüberlieferung nach stammt das Geschlecht von Matthias Corvinus ab. Die Stammreihe beginnt jedoch bereits vor dessen Geburt mit Nicolaus Corvin von Wiersbitzki, 1430 Kastellan von Dobrzyń. Mit dem brandenburgischen Rittmeister Johann von Corvin-Wiersbitzki (1642–1706) konvertierte das Geschlecht zum lutherischen Glauben und stand in preußischen Diensten. Die Familie war im 19. Jahrhundert in Ostpreußen unter anderem auf Lengainen im Kreis Allenstein begütert. 1835 wurde das Gut Broitz mit Katharinenhof, das spätere nach der Familie benannte Vorwerk Corvin, im pommerschen Kreis Greifenberg von der Familie erworben.

## Angehörige
- Georg Ludwig von Wiersbitzki (1717–1778), königlich preußischer Generalmajor
- Gottlob Karl Ludwig von Corvin-Wiersbitzki (1756–1817), preußischer Generalmajor und Kommandeur im Husaren-Regiment Nr. 6
- Heinrich Friedrich Ernst von Corvin-Wiersbitzki (1768–1823), königlich preußischer Generalmajor
- August Ferdinand von Corvin-Wiersbitzki, 1793 Ritter des Ordens Pour le Mérite
- Ludwig von Corvin-Wiersbitzky (1789–1872), preußischer Generalleutnant
- Otto von Corvin-Wiersbitzki (1812–1886), Schriftsteller und Journalist, Verfasser des Pfaffenspiegels

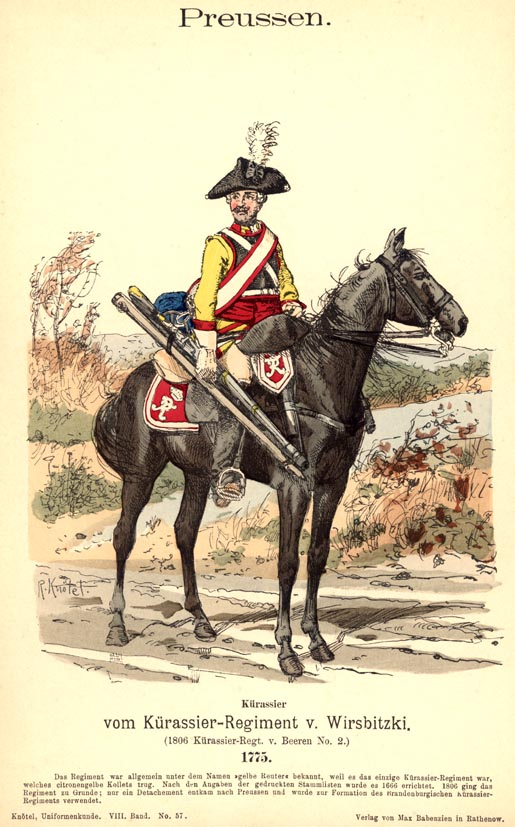
Das Kürassierregiment Nr. 2 führte seinen Namen nach Georg Ludwig von Wiersbitzki (1717–1778)
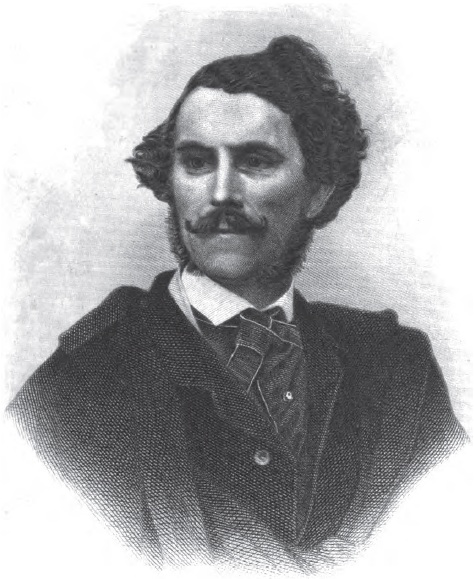
Otto von Corvin (1812–1886)

## Wappen
In Grün ein oben mit einem kleinen, goldenen Kavalierskreuz geziertes, goldenes Hufeisen, auf welchem ein schwarzer Rabe, im Schnabel einen goldenen Ring haltend, steht. Auf dem gekrönten Helm mit schwarz-grün-goldenen Decken der Rabe. Alternativ als Helmzier auch ein Pfauenspiegel über grün-silbernen Decken. Das Wappen ist mit Abweichungen bei der Tingierung, den Decken und dem Kleinod, dem der Wappengenossenschaft Slepowron nahestehend.

Wappen Slepowron